# Ricco Rodriguez
Ricco Rodriguez (San Jose, 19 de agosto de 1977) é um lutador de artes marciais mistas (MMA) estadunidense. Ricco é ex-campeão do peso-pesado do UFC e também campeão mundial do ADCC. Ele já competiu em grandes organizações como Pride Fighting Championships, EliteXC, International Fight League, BAMMA, World Extreme Cagefighting e Bellator MMA.

## Começo da vida
Rodriguez cresceu em Paterson, Nova Jersey. Ele participava de muitas lutas de rua como meio porto riquenho/meio mexicano, em um bairro essencialmente italiano. Rodriguez lutou wrestling na Tottenville High School enquanto vivia em Staten Island, New York. Ele depois se mudou para a California e começou a treinar a arte do Jiu Jitsu Brasileiro com Rigan e Jean Jacques Machado. Ele competiu em diversos torneios de Jiu Jitsu antes de se mover ao MMA.

## Carreira no MMA
Em 1997, Ricco Rodriguez se tornou um do pequeno grupo de americanos a vencer o Campeonato Mundial de Jiu-Jitsu Brasileiro, ganhando o título de Faixa Azul Absoluto. Ele pegou ouro em +99 kg no primeiro ADCC Submission Wrestling World Championship em 1998, bronze no Absoluto (peso aberto) em 1999 e prata em +99 kg em 2000. Naquele mesmo ano, Rodriguez começou sua carreira no MMA com uma vitória sobre Rocky Batastini. Ele venceu várias das suas primeiras lutas antes de perder para  Bobby Hoffman no Superbrawl 13. Ele depois lutou no Pride Fighting Championships antes de se mudar para o Ultimate Fighting Championship.

### Ultimate Fighting Championship
A primeira luta de Rodriguez no UFC foi no UFC 32 contra o ex-Campeão Peso Pesado do UFC, e ex-lutador n°1 no ranking pound for pound no mundo Andrei Arlovski, que ele venceu por nocaute técnico. Ele era esperado lutar contra o lutador da Lion’s Den e dono de um dos melhores nocautes de todos os tempos Pete Williams no UFC 33, mas a luta for remarcada para o UFC 34 devido à uma lesão sofrida por Williams durante os treinos.
Rodriguez derrotou Williams, Jeff Monson (UFC 35) e Tsuyoshi Kohsaka (UFC 37) para ganhar a chance pelo Cintirão Peso Pesado Vago do UFC contra o futuro membro do Hall da Fama do UFC Randy Couture no UFC 39, se tornando a primeiro descendente de mexicanos a vencer o Cinturão Peso Pesado do UFC. Rodriguez perdeu na pontuação nos primeiros rounds. No quinto round Rodriguez foi capaz de aplicar seu ground-and-pound, vencendo com uma interrupção por finalização verbal. Na primeira defesa de título, ele foi nocauteado por Tim Sylvia no primeiro round, assim perdendo o cinturão.

### Promoções Independentes
Após o término de seu contrato com o UFC, Rodriguez lutou por muitas promoções regionais e nacionais. Ele também ganhou uma quantidade grande de peso, a ponto de pesar 160 kg. Em 22 de Julho de 2006, em uma revanche da luta de Agosto de 2005 no WEC, ele vingou a derrota para Ron Waterman no WFA: King of the Streets. Ele lutou como peso superpesado, pesando 140 kg, e completou dizendo "Eu sou gordo mas ainda tenho minhas habilidades."
Após sua vitória sobre Imani Lee em 17 de Novembro de 2006, Rodriguez foi colocado sob suspensão indefinida pela Comissão Atlética do Estado da Califórnia. A Wrestling Observer Newsletter reportou que Rodriguez havia testado positivo para maconha e cocaína e posteriormente recebeu a suspensão de seis meses por falhar no teste de drogas.
Em 27 de Julho de 2007, Ricco Rodriguez, em sua primeira luta após sua suspensão, derrotou Lloyd Marshbanks por nocaute técnico no primeiro round no MMA Xtreme 13, que aconteceu em Puebla, México. Na final do título do IFL, ele perdeu para "Big" Ben Rothwell por decisão unânime.
Rodriguez lutou no torneio de peso pesado de uma noite do YAMMA Pit Fighting como substituição tardia. Ele derrotou George Bush III no primeiro round por decisão unânime, mas foi derrotado pelo eventual campeão Travis Wiuff na semifinal por decisão unânime.
Ricco Rodriguez era esperado para substituir o lesionado Kevin Randleman em uma revanche do UFC 35 contra Jeff Monson no evento inaugural do Godz of War. Esse evento foi cancelado, no entanto, a luta foi remarcada para o evento inaugural do Mixed Fighting Alliance (MFA), que Rodriguez perdeu por decisão unânime.
Nas classificatórias para o ADCC de 2009 Rodriguez pesou 218 lb, perdendo 100 lb a partir de seu auge no meio dos anos 2000. Rodriguez atribuiu sua perda de peso para um foco renovado e parceria com um novo nutricionista e antigo amigo, Richard Sicola-Stone.
Rodriguez não bateu o peso em sua primeira tentativa de bater 205 pounds no inaugural Israel Fighting Championship em 9 de Novembro. Ele ainda lutou e venceu Daniel Tabera, no entanto, em seguida desfiou seu amigo Jeff Monson para uma terceira luta, para lutar em 205 pounds.
Ricco Rodriguez fez sua estréia no BAMMA enfrentando o participante do The Ultimate Fighter 10 e veterano do James McSweeney, que também fazia sua estréia para a promoção. Dana White afirmou que se Rodriguez vencesse a luta, ele iria considerar recontratá-lo para o UFC. Rodriguez não bateu o peso para a luta, pesando 2 pounds acima do limite combinado de 215-pound.
Ricco fez sua estréia no Bellator MMA contra o primeiro a derrotar Kimbo Slice, Seth Petruzelli no Bellator 48. Ele perdeu a luta por nocaute (socos) no primeiro round após levar um overhand de direita, e encerrando sua sequencia de 12 vitórias seguidas.
Em 15 de Abril de 2013, foi anunciado que Ricco havia assinado um contrato de 3 lutas com o Final Fight Championship. Sua primeira luta pela promoção foi no FFC05: Rodriguez vs. Simonič em 24 de Maio de 2013 ele enfrentou o esloveno Tomaž Simonič e venceu por finalização no primeiro round.
Em 9 de Novembro de 2013, ele perdeu para Denis Stojnić no Bosnia Fight Championship por nocaute técnico após uma interrupção precipitada do árbitro. Rodriguez imediatamente se levantou e protestou a interrupção e deixou a luta mostrando o dedo médio para o árbitro. Foi anunciado que eles terão uma revanche em 2014, também em Sarajevo. Um dia após o evento, o árbitro disse que ele não estava à altura da tarefa a luta foi mudada para Sem Resultado.

## Carreira no Boxe
Rodriguez fez sua estréia profissional no boxe em 12 de Outubro de 2006, derrotando o Cruiserweight de 19 anos Brandon Baker por nocaute. Em 8 de Julho de 2008, Rodriguez lutou em sua segunda luta profissional de boxe, perdendo por decisão dividida para Chad Davies, que entrou para a luta com o recorde de 0-1.

## Outras Aparições
Rodriguez apareceu em um episódio da série Human Weapon do History Channel, em que ele enfrentou Bill Duff em um empate. Ele também apareceu em bônus no DVD The Smashing Machine: The Life and Times of Extreme Fighter Mark Kerr.

## Vida Pessoal
Rodriguez é um descendente de porto-riquenhos e mexicanos. Ele tem uma filha e um filho.
Rodriguez apareceu na primeira temporada do reality show da VH1 Celebrity Rehab with Dr. Drew, que documentou sua luta com o abuso de substâncias.
Em 5 de Março de 2013, Rodriguez, com 35 anos, teria sido parado em torno de 1h25 e teria sido acusado de contravenção DUI. De acordo com o relatório, Rodriguez foi liberado horas depois após pagar a fiança de $ 5 000 pode contestar a acusação.

## Campeonatos e realizações
- King of the Cage
  - Campeão de Superluta Peso Aberto (Uma vez)

- Ultimate Fighting Championship
  - Campeão Peso Pesado (Uma vez)

- YAMMA Pit Fighting
  - Semifinalista do Torneio de Pesados

- Ultimate Warrior Challenge
  - Campeão Peso Pesado (Uma vez)
  - Campeão Peso Pesado Britânico (Uma vez)

- ADCC
  - Medalhista de Ouro na divisão Absoluto do ADCC 1998
  - Medalhista de Prata na divisão até 99 kg do ADCC 1998

## Cartel no MMA
| Cartel no MMA   |             |             |
| 77 lutas        | 53 vitórias | 23 derrotas |
| Por nocaute     | 14          | 7           |
| Por finalização | 27          | 1           |
| Por decisão     | 12          | 15          |
| No contest      | 1           | 1           |

| Res.    | Cartel    | Oponente                 | Método                                        | Evento                                        | Data       | Round | Tempo | Local                       | Notas                                                   |
| ------- | --------- | ------------------------ | --------------------------------------------- | --------------------------------------------- | ---------- | ----- | ----- | --------------------------- | ------------------------------------------------------- |
| Derrota | 53-23 (1) | Denis Stojnić            | TKO (socos)                                   | Bosnia Fight Championship 2                   | 13/06/2015 | 2     | 0:22  | Sarajevo                    |                                                         |
| Derrota | 53-22 (1) | Dion Staring             | TKO (desistência)                             | Final Fight Championship 15                   | 20/12/2014 | 2     | 5:00  | Opatija                     |                                                         |
| Vitória | 53–21 (1) | Nestoras Batzelas        | TKO (socos)                                   | Final Fight Championship 10                   | 13/12/2013 | 2     | 3:33  | Skopje                      |                                                         |
| NC      | 52–21 (1) | Denis Stojnić            | Sem Resultado (interrupção prematura)         | Bosnia Fight Championship 1                   | 09/11/2013 | 1     | 4:55  | Sarajevo                    | Originalmente derrota por TKO, resultado mudado mudado. |
| Vitória | 52–21     | Zelg Galešić             | Finalização (chave de braço)                  | Final Fight Championship 8                    | 04/10/2013 | 1     | 2:10  | Zagreb                      | Peso Casado 95 kg.                                      |
| Derrota | 51–21     | Ian Freeman              | TKO (socos)                                   | UCFC 5 - Legends of MMA                       | 27/07/2013 | 1     | 2:11  | Doncaster                   |                                                         |
| Derrota | 51–20     | Marcin Lazarz            | Decisão (unânime)                             | GWC - The British Invasion: US vs. UK         | 29/06/2013 | 3     | 5:00  | Kansas City, Missouri       |                                                         |
| Vitória | 51–19     | Tomaz Simonić            | Finalização (chave de braço)                  | Final Fight Championship 5                    | 24/05/2013 | 1     | 3:49  | Osijek                      |                                                         |
| Vitória | 50–19     | Andreas Kraniotakes      | Decisão (unânime)                             | Cage Fight Series 7                           | 12/05/2013 | 3     | 5:00  | Unterpremstatten            |                                                         |
| Derrota | 49–19     | Ante Delija              | Decisão (unânime)                             | House of Gladiators 1                         | 21/12/2012 | 2     | 5:00  | Dubrovnik                   |                                                         |
| Vitória | 49–18     | Kevin Thompson           | Finalização (chave de braço)                  | UWC 21 - Xplosion                             | 20/10/2012 | 1     | 4:45  | Southend-on-Sea, Essex      |                                                         |
| Derrota | 48–18     | Stav Economou            | Decisão (unânime)                             | Dubai FC 1 - The Beginning                    | 04/05/2012 | 3     | 5:00  | Dubai                       |                                                         |
| Derrota | 48–17     | Ruslan Magomedov         | Decisão (unânime)                             | United Glory 15 - 2012 Glory World Series     | 23/03/2012 | 3     | 5:00  | Moscou                      |                                                         |
| Derrota | 48–16     | Alexander Volkov         | Decisão (unânime)                             | Baltic Challenge 3                            | 23/02/2012 | 3     | 5:00  | Kaliningrad                 |                                                         |
| Derrota | 48–15     | Blagoy Ivanov            | TKO (desistência)                             | Chekhov MMA Tournament                        | 24/12/2011 | 3     | 3:33  | Chekhov                     |                                                         |
| Vitória | 48–14     | Bashir Yamilkhanov       | TKO (socos)                                   | FEFoMP - Battle of Empires                    | 17/12/2011 | 2     | 2:56  | Khabarovsk                  |                                                         |
| Derrota | 47–14     | Glover Teixeira          | Finalização (socos)                           | MMAAD - MMA Against Dengue                    | 27/11/2011 | 1     | 1:58  | Duque de Caxias             |                                                         |
| Derrota | 47–13     | Michal Kita              | Decisão (unânime)                             | MMAA - MMA Attack                             | 05/11/2011 | 2     | 5:00  | Warsaw                      |                                                         |
| Derrota | 47–12     | Seth Petruzelli          | TKO (socos)                                   | Bellator 48                                   | 20/08/2011 | 1     | 4:21  | Uncasville, Connecticut     | Estréia no Bellator.                                    |
| Vitória | 47–11     | Doug Williams            | Finalização (mata-leão)                       | SF 17 - Horwich vs. Rosholt 2                 | 15/07/2011 | 1     | 2:16  | Frisco, Texas               |                                                         |
| Vitória | 46–11     | James McSweeney          | Decisão (unânime)                             | BAMMA 5                                       | 26/02/2011 | 3     | 5:00  | Manchester                  |                                                         |
| Vitória | 45–11     | Daniel Tabera            | Decisão (unânime)                             | Israel Fighting Championship - Genesis        | 09/11/2010 | 3     | 5:00  | Tel Aviv                    |                                                         |
| Vitória | 44–11     | John Juarez              | Decisão (dividida)                            | USA MMA - Stacked                             | 31/07/2010 | 3     | 5:00  | Baton Rouge, Louisiana      |                                                         |
| Vitória | 43–11     | Bobby Martinez           | Finalização (chave de calcanhar)              | AFA 4 - Parking Lot Beatdown                  | 17/07/2010 | 1     | 1:03  | Fort Wayne, Indiana         |                                                         |
| Vitória | 42–11     | Ken Sparks               | TKO (socos)                                   | USA MMA - Legends                             | 22/05/2010 | 1     | 2:32  | Kinder, Louisiana           |                                                         |
| Vitória | 41–11     | Travis Fulton            | KO (chute na cabeça)                          | Cage Thug                                     | 01/05/2010 | 1     | N/A   | Waterloo, Iowa              |                                                         |
| Vitória | 40–11     | Brian Ryan               | TKO (socos)                                   | XKL - Evolution 1                             | 20/03/2010 | 2     | 2:05  | Ypsilanti, Michigan         |                                                         |
| Vitória | 39–11     | Patrick Miller           | TKO (socos)                                   | STFC 10 - Annihilation                        | 26/02/2010 | 2     | 2:20  | McAllen, Texas              |                                                         |
| Vitória | 38–11     | Moise Rimbon             | Decisão (dividida)                            | IAFC: Mayor's Cup 2009                        | 27/11/2009 | 3     | 3:00  | Novosibirsk                 | Round de Abertura do ProFC Mayor's Cup.                 |
| Vitória | 37–11     | Justin Howard            | Finalização (socos)                           | KOK 7: Judgement Day                          | 29/08/2009 | 1     | 2:05  | Austin, Texas               |                                                         |
| Vitória | 36–11     | John Brown               | Finalização (mata leão)                       | Reality Combat: The Return                    | 25/07/2009 | 3     | 2:34  | Slidell, Louisiana          |                                                         |
| Derrota | 35–11     | Mario Rinaldi            | Decisão (unânime)                             | WFC: Battle Of The Bay 8                      | 10/07/2009 | 3     | 5:00  | Tampa, Florida              |                                                         |
| Vitória | 35–10     | Doug Williams            | Finalização (anaconda choke)                  | Armagedon Fighting Championships 09           | 27/06/2009 | 1     | 1:02  | Tyler, Texas                |                                                         |
| Derrota | 34–10     | Jeff Monson              | Decisão (unânime)                             | Mixed Fighting Alliance "There Will Be Blood" | 13/12/2008 | 3     | 5:00  | Miami, Florida              |                                                         |
| Vitória | 34–9      | Robert Beraun            | Decisão (unânime)                             | Rage in the Cage 117                          | 08/11/2008 | 3     | 3:00  | Phoenix, Arizona            |                                                         |
| Vitória | 33–9      | Rob Broughton            | Finalização (chave de joelho)                 | Cage Gladiators 9                             | 04/10/2008 | 2     | 3:39  | Liverpool                   |                                                         |
| Vitória | 32–9      | Titus Campbell           | Finalização (guilhotina)                      | Silver Crown Fights                           | 08/08/2008 | 2     | 3:06  | Fort Wayne, Indiana         |                                                         |
| Vitória | 31–9      | Johnathan Ivey           | Decisão (unânime)                             | Xp3: The Proving Ground                       | 26/07/2008 | 3     | 3:00  | Houston, Texas              |                                                         |
| Vitória | 30–9      | Chris Guillen            | Finalização (chave de braço)                  | Ultimate Combat Experience 1                  | 27/06/2008 | 1     | 4:30  | West Valley City, Utah      |                                                         |
| Derrota | 29–9      | Travis Wiuff             | Decisão (unânime)                             | YAMMA Pit Fighting                            | 11/04/2008 | 1     | 5:00  | Atlantic City, New Jersey   | Semifinal do Torneio de Pesados do YAMMA.               |
| Vitória | 29–8      | George Bush              | Decisão (unânime)                             | YAMMA Pit Fighting                            | 11/04/2008 | 1     | 5:00  | Atlantic City, New Jersey   | Quartas de Final do Torneio de Pesados do YAMMA.        |
| Derrota | 28–8      | Antônio Silva            | Decisão (dividida)                            | EliteXC: Street Certified                     | 16/02/2008 | 3     | 5:00  | Miami, Florida              |                                                         |
| Vitória | 28–7      | Kevin Filal              | KO (chute na cabeça)                          | PFP: Ring of Fire                             | 09/12/2007 | 1     | N/A   | Manila                      |                                                         |
| Derrota | 27–7      | Ben Rothwell             | Decisão (unânime)                             | IFL 2007 World Championship Finals            | 20/09/2007 | 3     | 4:00  | Hollywood, Florida          |                                                         |
| Vitória | 27–6      | Lloyd Marshbanks         | TKO (socos)                                   | MMA Xtreme 13                                 | 28/07/2007 | 1     | 3:11  | Tijuana                     |                                                         |
| Vitória | 26–6      | Imani Lee                | Finalização (mata leão)                       | Beatdown in Bakersfield                       | 17/11/2006 | 1     | 2:12  | Bakersfield, Califórnia     |                                                         |
| Vitória | 25–6      | Abdias Irisson           | TKO (socos)                                   | MMA Xtreme 7                                  | 11/11/2006 | 1     | N/A   | Tijuana                     |                                                         |
| Vitória | 24–6      | Ron Waterman             | TKO (interrupção médica)                      | WFA: King of the Streets                      | 22/07/2006 | 1     | 5:00  | Los Angeles, California     |                                                         |
| Vitória | 23–6      | Taylor Brooks            | Finalização (chave de braço)                  | MMA Xtreme 1                                  | 25/03/2006 | 1     | N/A   | Tijuana                     |                                                         |
| Derrota | 22–6      | Robert Beraun            | Decisão (unânime)                             | RITC 78: Back with a Vengeance                | 14/01/2006 | 3     | 3:00  | Glendale, Arizona           |                                                         |
| Vitória | 22–5      | Tyler Brooks             | Finalização (chave de braço)                  | Pro Fight League                              | 25/03/2005 | 1     | 4:00  | Phoenix, Arizona            |                                                         |
| Vitória | 21–5      | David Mori               | Decisão (unânime)                             | MMA Fighting Challenge 4                      | 03/12/2005 | 3     | 5:00  | Guadalajara                 |                                                         |
| Vitória | 20–5      | Corey Salter             | Finalização (chave de braço)                  | Ultimate Texas Showdown 3                     | 26/11/2005 | 2     | 0:17  | Dallas, Texas               |                                                         |
| Vitória | 19–5      | Jimmy Ambriz             | Finalização (socos)                           | WEC 17                                        | 14/10/2005 | 1     | 4:13  | Lemoore, California         |                                                         |
| Derrota | 18–5      | Ron Waterman             | Decisão (unânime)                             | WEC 16                                        | 18/08/2005 | 3     | 5:00  | Lemoore, California         | Pelo Cinturão Super Pesado do WEC.                      |
| Vitória | 18–4      | Andy Montana             | Finalização (chave de braço)                  | Evento independente                           | 15/07/2005 | 1     | 1:50  | Arizona                     |                                                         |
| Vitória | 17–4      | Ruben Villareal          | Finalização (chave de braço)                  | Extreme Wars: X-1                             | 02/07/2005 | 1     | 2:38  | Honolulu, Hawaii            |                                                         |
| Vitória | 16–4      | Scott Junk               | Finalização (estrangulamento frontal)         | Rumble on the Rock 7                          | 07/05/2005 | 2     | 0:42  | Honolulu, Hawaii            |                                                         |
| Vitória | 15–4      | Mike Seal                | Finalização (mata leão)                       | MMA Mexico: Day 2                             | 18/12/2004 | 1     | 1:06  | Ciudad Juárez               |                                                         |
| Derrota | 14–4      | Pedro Rizzo              | Decisão (unânime)                             | UFC 45                                        | 21/11/2003 | 3     | 5:00  | Uncasville, Connecticut     |                                                         |
| Derrota | 14–3      | Antônio Rodrigo Nogueira | Decisão (unânime)                             | Pride Total Elimination 2003                  | 10/08/2003 | 3     | 5:00  | Saitama                     |                                                         |
| Derrota | 14–2      | Tim Sylvia               | KO (socos)                                    | UFC 41                                        | 28/02/2003 | 1     | 3:09  | Atlantic City, New Jersey   | Perdeu o Cinturão Peso Pesado do UFC.                   |
| Vitória | 14–1      | Randy Couture            | Finalização (cotoveladas)                     | UFC 39                                        | 27/09/2002 | 5     | 3:04  | Uncasville, Connecticut     | Ganhou o Cinturão Peso Pesado Vago do UFC.              |
| Vitória | 13–1      | Tsuyoshi Kohsaka         | TKO (socos)                                   | UFC 37                                        | 10/05/2002 | 2     | 3:25  | Bossier City, Louisiana     |                                                         |
| Vitória | 12–1      | Jeff Monson              | TKO (socos)                                   | UFC 35                                        | 11/01/2002 | 3     | 3:00  | Uncasville, Connecticut     |                                                         |
| Vitória | 11–1      | Pete Williams            | TKO (socos)                                   | UFC 34                                        | 02/11/2001 | 2     | 4:02  | Las Vegas, Nevada           |                                                         |
| Vitória | 10–1      | Andrei Arlovski          | TKO (socos)                                   | UFC 32                                        | 29/06/2001 | 3     | 1:23  | East Rutherford, New Jersey |                                                         |
| Vitória | 9–1       | Paul Buentello           | Finalização (chave de joelho)                 | KOTC 7: Wet and Wild]]                        | 24/02/2001 | 2     | 4:21  | San Jacinto, California     | Ganhou o Título Superluta de Peso Aberto do KOTC.       |
| Vitória | 8–1       | John Marsh               | Decisão (unânime)                             | Pride 12                                      | 09/12/2000 | 2     | 5:00  | Saitama                     |                                                         |
| Vitória | 7–1       | Giant Ochiai             | Finalização (smother)                         | Pride 10                                      | 27/08/2000 | 1     | 6:04  | Saitama                     |                                                         |
| Vitória | 6–1       | Gary Goodridge           | Decisão (unânime)                             | Pride 9                                       | 04/06/2000 | 2     | 10:00 | Nagoya                      |                                                         |
| Vitória | 5–1       | Travis Fulton            | Finalização (chave de braço)                  | KOTC 2: Desert Storm                          | 05/02/2000 | 1     | 4:49  | San Jacinto, California     |                                                         |
| Vitória | 4–1       | Sam Adkins               | Finalização (estrangulamento com o antebraço) | Armageddon 2                                  | 23/11/1999 | 1     | 4:32  | Houston, Texas              |                                                         |
| Derrota | 3–1       | Bobby Hoffman            | KO (socos)                                    | SuperBrawl 13                                 | 07/09/1999 | 1     | 3:13  | Honolulu, Hawaii            |                                                         |
| Vitória | 3–0       | Steve Shaw               | Finalização (chave de braço)                  | Rage in the Cage 6                            | 10/07/1999 | 1     | 1:34  | Phoenix, Arizona            |                                                         |
| Vitória | 2–0       | Rocky Batastini          | Finalização (chave de braço)                  | Extreme Cage                                  | 25/03/1999 | 1     | 4:58  | Phoenix, Arizona            |                                                         |
| Vitória | 1–0       | Scott Adams              | Decision                                      | Extreme Cage                                  | 25/03/1999 | 3     | 4:00  | Phoenix, Arizona            |                                                         |